# Cum hoc ergo propter hoc
Cum hoc ergo propter hoc (lateinisch für ‚mit diesem, folglich deswegen‘) bezeichnet den Fehlschluss der Scheinkausalität, bei dem das gemeinsame Auftreten von Ereignissen (Koinzidenz) oder die Korrelation zwischen Merkmalen ohne genauere Prüfung als Kausalzusammenhang aufgefasst wird. Doch impliziert eine Korrelation noch nicht Kausalität (englisch Correlation does not imply causation), auch wenn der Zusammenhang kausal scheinen mag (Scheinkorrelation). Ohne kausalen Zusammenhang aber erfolgt eine Zuordnung von Ursache und Wirkung willkürlich ohne fundierte Begründung. Will man ausdrücken, dass ein Fehlschluss nach dem Muster cum hoc ergo propter hoc vorliegt, so sagt man cum hoc non est propter hoc (lateinisch ‚Mit diesem ist nicht deswegen.‘).
Scheinkorrelation kann beispielsweise zufällig oder aufgrund von unbeobachteten, erklärenden Variablen auftreten.

## Beschreibung
Ein mehrfach beobachtetes Zusammentreffen zweier Ereignisse bietet grundsätzlich Anlass für die Vermutung, dass zwischen diesen Ereignissen ein Zusammenhang bestehen könnte. Das zeitliche und räumliche Zusammentreffen zweier Ereignisse begründet jedoch noch keinen kausalen Zusammenhang. Ob ein solcher Zusammenhang besteht, und wenn ja, welches der beiden Ereignisse die Ursache und welches Wirkung ist, oder ob beide Ereignisse gemeinsam Folge eines dritten Ereignisses sind, lässt sich daraus nicht ableiten. In der Statistik spricht man statt von Ursache und Wirkung von Abhängigkeit bzw. im Falle von Zufallsvariablen von Korrelation – selbst bei einer deutlichen Kovarianz im Werteverlauf der Variablen ist nicht auszuschließen, dass es einen dritten gemeinsamen Faktor gibt oder dass die Wirkrichtung zwischen den erhobenen Werten anders verläuft als vermutet.
Es bestehen mehrere mögliche Fälle:
| \| \| \| \| \| \| \| \| \| {\displaystyle A,B} A und B treten gemeinsam auf \| \| \| \| \| \| \| \| \| \| \| \| \| \| \| \| \| \| \| \| \| \| \| \| \| \| \| \| \| \| \| \| \| \| \| \| \| \| \| \| \| \| \| \| \| \| \| \| \| \| \| \| \| \| \| \| \| \| \| \| \| \| \| \| \| \| \| \| \| \| \| \| \| \| \| \| \| \| \| \| \| \| \| \| \| \| \| \| \| \| \| \| \| \| \| \| \| \| \| \| \| \| \| \| \| \| \| \| \| \| \| \| \| \| \| {\displaystyle A\Rightarrow B} {\displaystyle A} verursacht {\displaystyle B} \| {\displaystyle A\Rightarrow B} {\displaystyle A} verursacht {\displaystyle B} \| {\displaystyle A\Rightarrow B} {\displaystyle A} verursacht {\displaystyle B} \| {\displaystyle A\Rightarrow B} {\displaystyle A} verursacht {\displaystyle B} \| {\displaystyle A\Rightarrow B} {\displaystyle A} verursacht {\displaystyle B} \| {\displaystyle A\Rightarrow B} {\displaystyle A} verursacht {\displaystyle B} \| \| \| {\displaystyle A\Leftarrow B} {\displaystyle B} verursacht {\displaystyle A} \| {\displaystyle A\Leftarrow B} {\displaystyle B} verursacht {\displaystyle A} \| {\displaystyle A\Leftarrow B} {\displaystyle B} verursacht {\displaystyle A} \| {\displaystyle A\Leftarrow B} {\displaystyle B} verursacht {\displaystyle A} \| {\displaystyle A\Leftarrow B} {\displaystyle B} verursacht {\displaystyle A} \| {\displaystyle A\Leftarrow B} {\displaystyle B} verursacht {\displaystyle A} \| \| \| {\displaystyle A\nLeftarrow B,A\nRightarrow B} {\displaystyle A} und {\displaystyle B} sind ohne Zusammenhang \| {\displaystyle A\nLeftarrow B,A\nRightarrow B} {\displaystyle A} und {\displaystyle B} sind ohne Zusammenhang \| {\displaystyle A\nLeftarrow B,A\nRightarrow B} {\displaystyle A} und {\displaystyle B} sind ohne Zusammenhang \| {\displaystyle A\nLeftarrow B,A\nRightarrow B} {\displaystyle A} und {\displaystyle B} sind ohne Zusammenhang \| {\displaystyle A\nLeftarrow B,A\nRightarrow B} {\displaystyle A} und {\displaystyle B} sind ohne Zusammenhang \| {\displaystyle A\nLeftarrow B,A\nRightarrow B} {\displaystyle A} und {\displaystyle B} sind ohne Zusammenhang \| \| \| \| \| \| \| \| \| \| \| \| \| \| \| \| \| \| \| \| {\displaystyle A\Rightarrow B} {\displaystyle A} verursacht {\displaystyle B} \| {\displaystyle A\Rightarrow B} {\displaystyle A} verursacht {\displaystyle B} \| {\displaystyle A\Rightarrow B} {\displaystyle A} verursacht {\displaystyle B} \| {\displaystyle A\Rightarrow B} {\displaystyle A} verursacht {\displaystyle B} \| {\displaystyle A\Rightarrow B} {\displaystyle A} verursacht {\displaystyle B} \| {\displaystyle A\Rightarrow B} {\displaystyle A} verursacht {\displaystyle B} \| \| \| {\displaystyle A\Leftarrow B} {\displaystyle B} verursacht {\displaystyle A} \| {\displaystyle A\Leftarrow B} {\displaystyle B} verursacht {\displaystyle A} \| {\displaystyle A\Leftarrow B} {\displaystyle B} verursacht {\displaystyle A} \| {\displaystyle A\Leftarrow B} {\displaystyle B} verursacht {\displaystyle A} \| {\displaystyle A\Leftarrow B} {\displaystyle B} verursacht {\displaystyle A} \| {\displaystyle A\Leftarrow B} {\displaystyle B} verursacht {\displaystyle A} \| \| \| {\displaystyle A\nLeftarrow B,A\nRightarrow B} {\displaystyle A} und {\displaystyle B} sind ohne Zusammenhang \| {\displaystyle A\nLeftarrow B,A\nRightarrow B} {\displaystyle A} und {\displaystyle B} sind ohne Zusammenhang \| {\displaystyle A\nLeftarrow B,A\nRightarrow B} {\displaystyle A} und {\displaystyle B} sind ohne Zusammenhang \| {\displaystyle A\nLeftarrow B,A\nRightarrow B} {\displaystyle A} und {\displaystyle B} sind ohne Zusammenhang \| {\displaystyle A\nLeftarrow B,A\nRightarrow B} {\displaystyle A} und {\displaystyle B} sind ohne Zusammenhang \| {\displaystyle A\nLeftarrow B,A\nRightarrow B} {\displaystyle A} und {\displaystyle B} sind ohne Zusammenhang \| \| \| \| \| \| \| \| \| \| \| \| \| \| \| \| \| \| \| \| \| \| \| \| {\displaystyle x\Rightarrow A,B} Eine gemeinsame Ursache {\displaystyle x} hat unmittelbar {\displaystyle A} und {\displaystyle B} zur Folge \| {\displaystyle x\Rightarrow A,B} Eine gemeinsame Ursache {\displaystyle x} hat unmittelbar {\displaystyle A} und {\displaystyle B} zur Folge \| {\displaystyle x\Rightarrow A,B} Eine gemeinsame Ursache {\displaystyle x} hat unmittelbar {\displaystyle A} und {\displaystyle B} zur Folge \| {\displaystyle x\Rightarrow A,B} Eine gemeinsame Ursache {\displaystyle x} hat unmittelbar {\displaystyle A} und {\displaystyle B} zur Folge \| {\displaystyle x\Rightarrow A,B} Eine gemeinsame Ursache {\displaystyle x} hat unmittelbar {\displaystyle A} und {\displaystyle B} zur Folge \| {\displaystyle x\Rightarrow A,B} Eine gemeinsame Ursache {\displaystyle x} hat unmittelbar {\displaystyle A} und {\displaystyle B} zur Folge \| \| \| {\displaystyle y\Rightarrow x,x',} {\displaystyle x\Rightarrow ...\Rightarrow A,x'\Rightarrow ...\Rightarrow B} Eine gemeinsame Ursache {\displaystyle y} startet zwei Kausalketten, in die weitere Bedingungen einfließen können, die schließlich {\displaystyle A} und {\displaystyle B} verursachen \| {\displaystyle y\Rightarrow x,x',} {\displaystyle x\Rightarrow ...\Rightarrow A,x'\Rightarrow ...\Rightarrow B} Eine gemeinsame Ursache {\displaystyle y} startet zwei Kausalketten, in die weitere Bedingungen einfließen können, die schließlich {\displaystyle A} und {\displaystyle B} verursachen \| {\displaystyle y\Rightarrow x,x',} {\displaystyle x\Rightarrow ...\Rightarrow A,x'\Rightarrow ...\Rightarrow B} Eine gemeinsame Ursache {\displaystyle y} startet zwei Kausalketten, in die weitere Bedingungen einfließen können, die schließlich {\displaystyle A} und {\displaystyle B} verursachen \| {\displaystyle y\Rightarrow x,x',} {\displaystyle x\Rightarrow ...\Rightarrow A,x'\Rightarrow ...\Rightarrow B} Eine gemeinsame Ursache {\displaystyle y} startet zwei Kausalketten, in die weitere Bedingungen einfließen können, die schließlich {\displaystyle A} und {\displaystyle B} verursachen \| {\displaystyle y\Rightarrow x,x',} {\displaystyle x\Rightarrow ...\Rightarrow A,x'\Rightarrow ...\Rightarrow B} Eine gemeinsame Ursache {\displaystyle y} startet zwei Kausalketten, in die weitere Bedingungen einfließen können, die schließlich {\displaystyle A} und {\displaystyle B} verursachen \| {\displaystyle y\Rightarrow x,x',} {\displaystyle x\Rightarrow ...\Rightarrow A,x'\Rightarrow ...\Rightarrow B} Eine gemeinsame Ursache {\displaystyle y} startet zwei Kausalketten, in die weitere Bedingungen einfließen können, die schließlich {\displaystyle A} und {\displaystyle B} verursachen \| \| \| \| \| \| \| \| \| \| \| \| \| \| \| \| \| \| \| \| \| \| \| |                                                                               |                                                                               |                                                                               | | | | | | |                                                                              |                                                                              | | | | | | | | | | |  |  |  |  |  |  |  |  |  |  |  |  |  |  |  |  |  |  |
| |                                                                               |                                                                               |                                                                               | | | | | {\displaystyle A,B} A und B treten gemeinsam auf                                                                                             | |                                                                              |                                                                              | | | | | | | | | | |  |  |  |  |  |  |  |  |  |  |  |  |  |  |  |  |  |  |
| |                                                                               |                                                                               |                                                                               | | | | | | |                                                                              |                                                                              | | | | | | | | | | |  |  |  |  |  |  |  |  |  |  |  |  |  |  |  |  |  |  |
| |                                                                               |                                                                               |                                                                               | | | | | | |                                                                              |                                                                              | | | | | | | | | | |  |  |  |  |  |  |  |  |  |  |  |  |  |  |  |  |  |  |
| {\displaystyle A\Rightarrow B} {\displaystyle A} verursacht {\displaystyle B} | {\displaystyle A\Rightarrow B} {\displaystyle A} verursacht {\displaystyle B} | {\displaystyle A\Rightarrow B} {\displaystyle A} verursacht {\displaystyle B} | {\displaystyle A\Rightarrow B} {\displaystyle A} verursacht {\displaystyle B} | {\displaystyle A\Rightarrow B} {\displaystyle A} verursacht {\displaystyle B}                                                                | {\displaystyle A\Rightarrow B} {\displaystyle A} verursacht {\displaystyle B}                                                                | | | {\displaystyle A\Leftarrow B} {\displaystyle B} verursacht {\displaystyle A}                                                                 | {\displaystyle A\Leftarrow B} {\displaystyle B} verursacht {\displaystyle A}                                                                 | {\displaystyle A\Leftarrow B} {\displaystyle B} verursacht {\displaystyle A} | {\displaystyle A\Leftarrow B} {\displaystyle B} verursacht {\displaystyle A} | {\displaystyle A\Leftarrow B} {\displaystyle B} verursacht {\displaystyle A} | {\displaystyle A\Leftarrow B} {\displaystyle B} verursacht {\displaystyle A} | | | {\displaystyle A\nLeftarrow B,A\nRightarrow B} {\displaystyle A} und {\displaystyle B} sind ohne Zusammenhang | {\displaystyle A\nLeftarrow B,A\nRightarrow B} {\displaystyle A} und {\displaystyle B} sind ohne Zusammenhang | {\displaystyle A\nLeftarrow B,A\nRightarrow B} {\displaystyle A} und {\displaystyle B} sind ohne Zusammenhang | {\displaystyle A\nLeftarrow B,A\nRightarrow B} {\displaystyle A} und {\displaystyle B} sind ohne Zusammenhang | {\displaystyle A\nLeftarrow B,A\nRightarrow B} {\displaystyle A} und {\displaystyle B} sind ohne Zusammenhang | {\displaystyle A\nLeftarrow B,A\nRightarrow B} {\displaystyle A} und {\displaystyle B} sind ohne Zusammenhang |  |  |  |  |  |  |  |  |  |  |  |  |  |  |  |  |  |  |
| {\displaystyle A\Rightarrow B} {\displaystyle A} verursacht {\displaystyle B} | {\displaystyle A\Rightarrow B} {\displaystyle A} verursacht {\displaystyle B} | {\displaystyle A\Rightarrow B} {\displaystyle A} verursacht {\displaystyle B} | {\displaystyle A\Rightarrow B} {\displaystyle A} verursacht {\displaystyle B} | {\displaystyle A\Rightarrow B} {\displaystyle A} verursacht {\displaystyle B}                                                                | {\displaystyle A\Rightarrow B} {\displaystyle A} verursacht {\displaystyle B}                                                                | | | {\displaystyle A\Leftarrow B} {\displaystyle B} verursacht {\displaystyle A}                                                                 | {\displaystyle A\Leftarrow B} {\displaystyle B} verursacht {\displaystyle A}                                                                 | {\displaystyle A\Leftarrow B} {\displaystyle B} verursacht {\displaystyle A} | {\displaystyle A\Leftarrow B} {\displaystyle B} verursacht {\displaystyle A} | {\displaystyle A\Leftarrow B} {\displaystyle B} verursacht {\displaystyle A} | {\displaystyle A\Leftarrow B} {\displaystyle B} verursacht {\displaystyle A} | | | {\displaystyle A\nLeftarrow B,A\nRightarrow B} {\displaystyle A} und {\displaystyle B} sind ohne Zusammenhang | {\displaystyle A\nLeftarrow B,A\nRightarrow B} {\displaystyle A} und {\displaystyle B} sind ohne Zusammenhang | {\displaystyle A\nLeftarrow B,A\nRightarrow B} {\displaystyle A} und {\displaystyle B} sind ohne Zusammenhang | {\displaystyle A\nLeftarrow B,A\nRightarrow B} {\displaystyle A} und {\displaystyle B} sind ohne Zusammenhang | {\displaystyle A\nLeftarrow B,A\nRightarrow B} {\displaystyle A} und {\displaystyle B} sind ohne Zusammenhang | {\displaystyle A\nLeftarrow B,A\nRightarrow B} {\displaystyle A} und {\displaystyle B} sind ohne Zusammenhang |  |  |  |  |  |  |  |  |  |  |  |  |  |  |  |  |  |  |
| |                                                                               |                                                                               |                                                                               | {\displaystyle x\Rightarrow A,B} Eine gemeinsame Ursache {\displaystyle x} hat unmittelbar {\displaystyle A} und {\displaystyle B} zur Folge | {\displaystyle x\Rightarrow A,B} Eine gemeinsame Ursache {\displaystyle x} hat unmittelbar {\displaystyle A} und {\displaystyle B} zur Folge | {\displaystyle x\Rightarrow A,B} Eine gemeinsame Ursache {\displaystyle x} hat unmittelbar {\displaystyle A} und {\displaystyle B} zur Folge | {\displaystyle x\Rightarrow A,B} Eine gemeinsame Ursache {\displaystyle x} hat unmittelbar {\displaystyle A} und {\displaystyle B} zur Folge | {\displaystyle x\Rightarrow A,B} Eine gemeinsame Ursache {\displaystyle x} hat unmittelbar {\displaystyle A} und {\displaystyle B} zur Folge | {\displaystyle x\Rightarrow A,B} Eine gemeinsame Ursache {\displaystyle x} hat unmittelbar {\displaystyle A} und {\displaystyle B} zur Folge |                                                                              |                                                                              | {\displaystyle y\Rightarrow x,x',} {\displaystyle x\Rightarrow ...\Rightarrow A,x'\Rightarrow ...\Rightarrow B} Eine gemeinsame Ursache {\displaystyle y} startet zwei Kausalketten, in die weitere Bedingungen einfließen können, die schließlich {\displaystyle A} und {\displaystyle B} verursachen | {\displaystyle y\Rightarrow x,x',} {\displaystyle x\Rightarrow ...\Rightarrow A,x'\Rightarrow ...\Rightarrow B} Eine gemeinsame Ursache {\displaystyle y} startet zwei Kausalketten, in die weitere Bedingungen einfließen können, die schließlich {\displaystyle A} und {\displaystyle B} verursachen | {\displaystyle y\Rightarrow x,x',} {\displaystyle x\Rightarrow ...\Rightarrow A,x'\Rightarrow ...\Rightarrow B} Eine gemeinsame Ursache {\displaystyle y} startet zwei Kausalketten, in die weitere Bedingungen einfließen können, die schließlich {\displaystyle A} und {\displaystyle B} verursachen | {\displaystyle y\Rightarrow x,x',} {\displaystyle x\Rightarrow ...\Rightarrow A,x'\Rightarrow ...\Rightarrow B} Eine gemeinsame Ursache {\displaystyle y} startet zwei Kausalketten, in die weitere Bedingungen einfließen können, die schließlich {\displaystyle A} und {\displaystyle B} verursachen | {\displaystyle y\Rightarrow x,x',} {\displaystyle x\Rightarrow ...\Rightarrow A,x'\Rightarrow ...\Rightarrow B} Eine gemeinsame Ursache {\displaystyle y} startet zwei Kausalketten, in die weitere Bedingungen einfließen können, die schließlich {\displaystyle A} und {\displaystyle B} verursachen | {\displaystyle y\Rightarrow x,x',} {\displaystyle x\Rightarrow ...\Rightarrow A,x'\Rightarrow ...\Rightarrow B} Eine gemeinsame Ursache {\displaystyle y} startet zwei Kausalketten, in die weitere Bedingungen einfließen können, die schließlich {\displaystyle A} und {\displaystyle B} verursachen | | | | |  |  |  |  |  |  |  |  |  |  |  |  |  |  |  |  |  |  |

Ein unvoreingenommener Beobachter soll grundsätzlich davon ausgehen, dass jeder dieser Fälle vorliegen könnte. Vor allem der Fall ohne Wechselwirkung kann bei Daten aus wiederholter Beobachtung durch statistischen Test der Nullhypothese ausgeschlossen werden. Dabei sollte unbedingt eine Stichprobenverzerrung ausgeschlossen werden, da auch dadurch Scheinkorrelationen zwischen unabhängigen Merkmalen entstehen können.
Ein ähnlicher Fehlschluss ist post hoc ergo propter hoc (lat.; ‚danach, also deswegen‘). Beim post hoc wird im Gegensatz zu cum betont, dass die vermeintliche Wirkung zeitlich nach der vermeintlichen Ursache eintritt. Daher lassen sich – anders als bei „cum hoc“ – vermutete Ursache und Wirkung nicht vertauschen. Allerdings ist auch das zeitliche nacheinander zwar notwendig, aber nicht hinreichend für eine Kausalbeziehung.

## Beispiele

### Illustration
- Ereignis {\displaystyle A}: „Im Jugendalter steigt der Schokoladenkonsum.“
- Ereignis {\displaystyle B}: „Im Jugendalter tritt vermehrt Akne auf.“

Schlussfolgerung: „Schokolade verursacht Akne bei Jugendlichen.“
Diese Aussage schließt aus dem gemeinsamen Auftreten auf eine Ursache-Wirkung-Beziehung (Kausalität) zweier Ereignisse. Dabei wird willkürlich Ereignis {\displaystyle A} als Ursache, Ereignis {\displaystyle B} als Wirkung angenommen. Aus der Vielzahl denkbarer Zusammenhänge wird ungeprüft der erstbeste ausgewählt. Doch sind hier verschiedene Zusammenhänge logisch vorstellbar:
| 1 | Schokoladenkonsum führt zu einer Erkrankung an Akne, etwa wegen Inhaltsstoffen von Schokolade wie Fetten oder Zucker. | {\displaystyle A\Rightarrow B}                                                                                  |
| 2 | Heftige Akne führt zu einem Heißhunger auf Schokolade, etwa wegen vermehrter Talgproduktion oder um das psychische Wohlbefinden zu steigern | {\displaystyle A\Leftarrow B}                                                                                   |
| 3 | Häufiger Schokoladenkonsum und eine Erkrankung an Akne haben keine gemeinsame Ursache. Beide sind nicht selten, die mehrfach beobachtete Gleichzeitigkeit ist Zufall. | {\displaystyle A\nLeftarrow B,A\nRightarrow B}                                                                  |
| 4 | Schokoladenkonsum und Akne haben etwas Drittes als gemeinsame Ursache, etwa eine erhöhte Hormonausschüttung | {\displaystyle x\Rightarrow A,B}                                                                                |
| 5 | In der Pubertät wird die Identität in Frage gestellt und die damit verbundene Verunsicherung ruft vermehrt Stressreaktionen hervor, welche durch Regionen im Hypothalamus vermittelt einerseits neuronal das Ansprechen auf süße Geschmacksreize erhöhen, was zu häufigerem Konsum von Schokolade führt, wenn diese leicht verfügbar ist, andererseits hormonell die Lipogenese in Talgdrüsen steigern, was häufiger zu einer Erkrankung an Akne führt, wenn sich die Hautflora verändert. | {\displaystyle y\Rightarrow x,x',} {\displaystyle x\Rightarrow ...\Rightarrow A,x'\Rightarrow ...\Rightarrow B} |

Dieses fiktive Beispiel zeigt auf, dass sich auf dem Weg der Logik zwischen diesen alternativen Interpretationen keine Entscheidung fällen lässt; es sind zusätzliche Kenntnisse aus geeigneten Quellen notwendig, um die eingangs aufgestellte Behauptung zu belegen oder zu widerlegen.

### Weitere Beispiele
Ein in den Massenmedien immer wieder auftretendes Beispiel ist eine Korrelation zwischen dem aggressiven Verhalten und der Dauer der täglichen Beschäftigung mit Computerspielen; regelmäßig wird sogar ein Verbot für „Ego-Shooter“ gefordert. Dabei werden andere, möglicherweise beidem zugrunde liegende soziale oder persönliche Faktoren jedoch ausgeblendet.
Ein fast schon klassisches Beispiel sind Korrelationen zwischen der Rückkehr der Störche und der Anstieg der Geburtenzahl im Frühjahr, oder in einer moderneren Variante die Abnahme der Storchennester in Europa und der Rückgang der Geburtenrate ebendort. Per cum hoc ließe sich schließen, dass die Störche ursächlich an der Geburt beteiligt sind oder etwa „die Babys bringen“. Die gemeinsame Ursache sind die wirtschaftlichen und sozialen Veränderungen in Europa. Intensivere landwirtschaftliche Techniken sowie verstärkter Siedlungs- und Straßenbau auf ehemals landwirtschaftlichen Flächen beeinträchtigen den Lebensraum der Störche. Zwar lässt sich z. B. in Deutschland über die Regionen ein Zusammenhang finden zwischen jeweils der Zahl der Geburten und der Anzahl der Störche, dahinter steckt aber vermutlich der Grad der Urbanisierung: In ländlichen Gebieten gibt es relativ viele Störche und es werden mehr Kinder geboren, in der Stadt gibt es hingegen relativ wenig Störche und es werden weniger Kinder geboren.
Gemäß dem nach dem fiktiven Bundestagsabgeordneten Jakob M. Mierscheid benannten, im Jahr 1983 als Satire erdachten Mierscheid-Gesetz entspricht der Stimmenanteil der SPD (in Prozent) im jeweiligen Jahr einer Bundestagswahl dem Index der deutschen Rohstahlproduktion (der alten Bundesländer), gemessen in Millionen Tonnen. Bei vorgezogenen Bundestagswahlen sind die Rohstahlwerte des ursprünglichen und tatsächlichen Wahljahres zu mitteln. Auch wenn der Parameter „Rohstahlproduktion“ zum Zeitpunkt der Formulierung des Gesetzes auf Basis rein quantitativer Koinzidenz ausgesucht wurde, gab das „Gesetz“ auch noch bei der nächsten Wahl erstaunlich exakt das SPD-Wahlergebnis wieder. Eventuelle Zusammenhänge, die sich auf eine dritte Größe zurückführen lassen, z. B. dass bei verbesserter/verschlechterter Konjunktur ggf. sowohl die Rohstahlproduktion als auch der SPD-Stimmenanteil steigt/sinkt, sind möglich, aber nicht zwingend.

Der Einfluss der sinkenden Anzahl von Piraten auf die globale Erwärmung

Ein inzwischen berühmtes, aktuelles Beispiel für cum hoc ergo propter hoc als ironisch-belehrendes Stilmittel von Kritikern ist die Aussage des Physikers Bobby Henderson, dass als einzige Ursache für die globale Erwärmung, Orkane und alle anderen Naturkatastrophen die sinkende Zahl von Piraten seit Beginn des 19. Jahrhunderts verantwortlich sei. 
Beim Gore-Effekt handelt es sich um eine ironische Bezeichnung für unzeitiges Schneewetter oder Kälteeinbrüche in Zusammenhang mit Veranstaltungen über und Demonstrationen gegen Gefahren der globalen Erwärmung. Dieser hat sich Bob Marciano von CNN zufolge bei Fachleuten und im Medienumfeld bereits als Running Gag etabliert. „Einfach schlechtes Timing. Immer wenn es eine entsprechende Klimakonferenz gibt, gibt es einen Kälteausbruch.“ Die genaueren Hintergründe sind wie beim Pauli-Effekt unbekannt.
Das Okun’sche Gesetz beschreibt eine Korrelation zwischen Wirtschaftswachstum und Arbeitslosigkeit. Aus dieser Korrelation werden z. B. Aussagen bezüglich der Beschäftigungsschwelle (erforderliches Wirtschaftswachstum zur Verhinderung steigender Arbeitslosigkeit) abgeleitet, ohne dass ein ursächlicher Zusammenhang gezeigt wird, was zur Formulierung sinnvoller Aussagen aber notwendig ist.
Ein weiteres Beispiel für cum hoc ergo propter hoc ist die implizite Unterstellung eines kausalen Zusammenhangs zwischen untersuchter Eigenschaft und einer Krankheit beim Auftreten eines Risikofaktors in der Medizin. Der Risikofaktor ist kein Beweis für das Vorhandensein eines solchen Zusammenhangs, sondern gibt lediglich an, wie viel Mal häufiger eine Erkrankung bei einer Gruppe mit der entsprechenden Eigenschaft im Vergleich zu einer Kontrollgruppe anzutreffen ist.